# Chaînon Picket
Le chaînon Picket, en anglais Picket Range, est un massif de montagnes des États-Unis, dans l'État de Washington. Il fait partie du chaînon Skagit, un massif de la chaîne des Cascades. Avec 2 533 mètres d'altitude, le Luna Peak est le point culminant de ce massif.

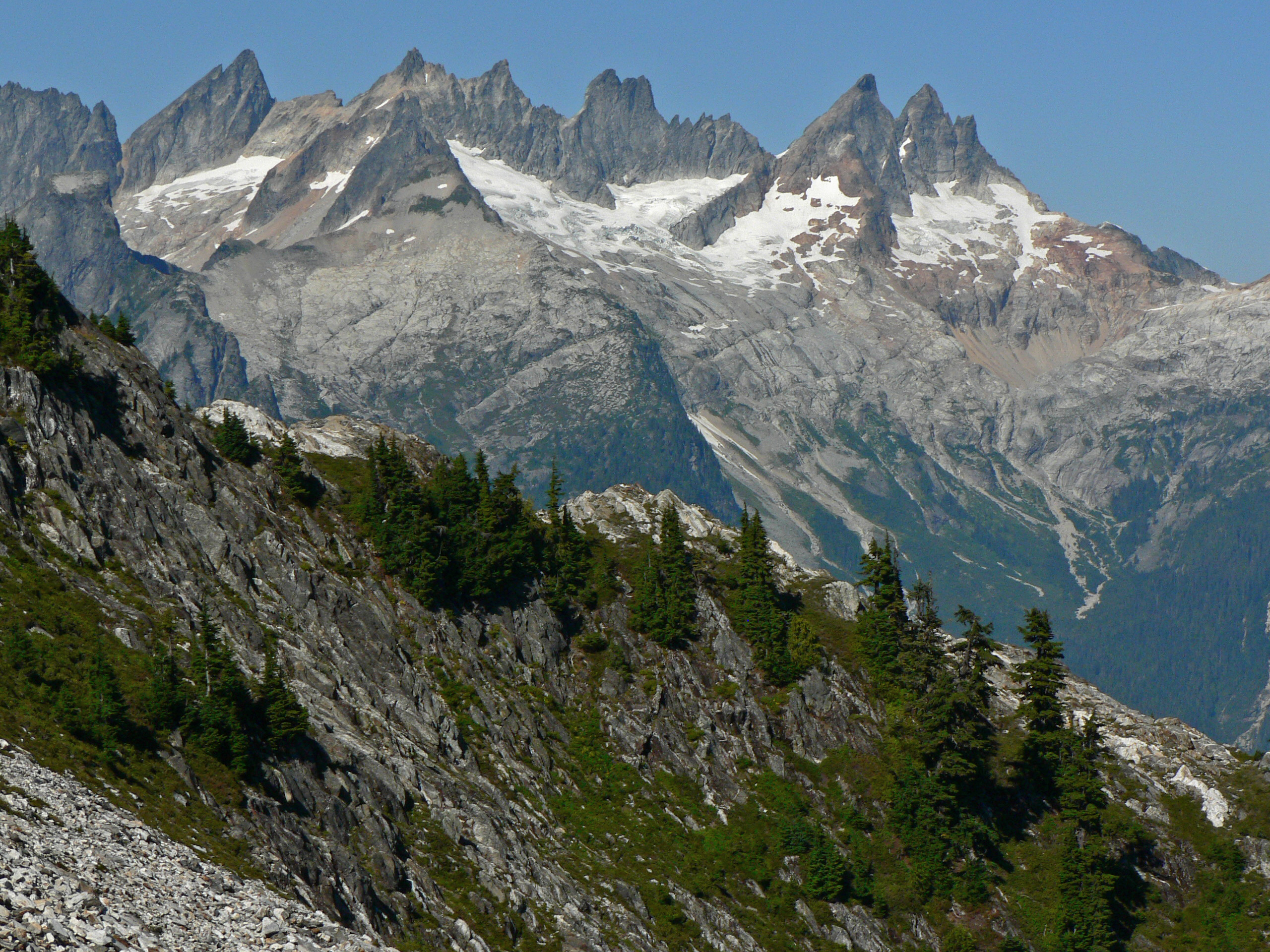
De gauche à droite : le mont Terror, le mont Degenhardt avec le Pinnacle Peak devant lui, The Pyramid, Inspiration Peak et McMillan Spires.